# 陸雲鳳
陸雲鳳（1984年1月16日—）是臺灣女子桌球國手。

## 國際賽紀錄
- 2003年巴黎世乒賽，乒乓球女單前16名。
- 2004年雅典奧運，乒乓球女雙前八名(陸雲鳳和黃怡樺)。
- 2006年杜哈亞運，乒乓球女雙賽銅牌(陸雲鳳和黃怡樺)[2]。
- 2007年中國公開賽，乒乓球女雙銅牌(陸雲鳳和黃怡樺)。